# 東洋鉿金介
東洋鉿金介（学名：Celtia japonica）为粗面介科鉿金介屬下的一个种。